# ما کمتر از دیگران نیستیم (فیلم ۲۰۰۲)
ما کمتر از دیگران نیستیم (به هندی: Hum Kisise Kum Nahin) فیلمی محصول سال ۲۰۰۲ و به کارگردانی دیوید داوان است. در این فیلم بازیگرانی همچون آمیتاب باچان، اجی دیوگن، سانجی دات، آیشواریا رای، ساتیش کایشیک، آنو کاپور، پارش راوال ایفای نقش کرده‌اند.